# Serviços de emergência médica

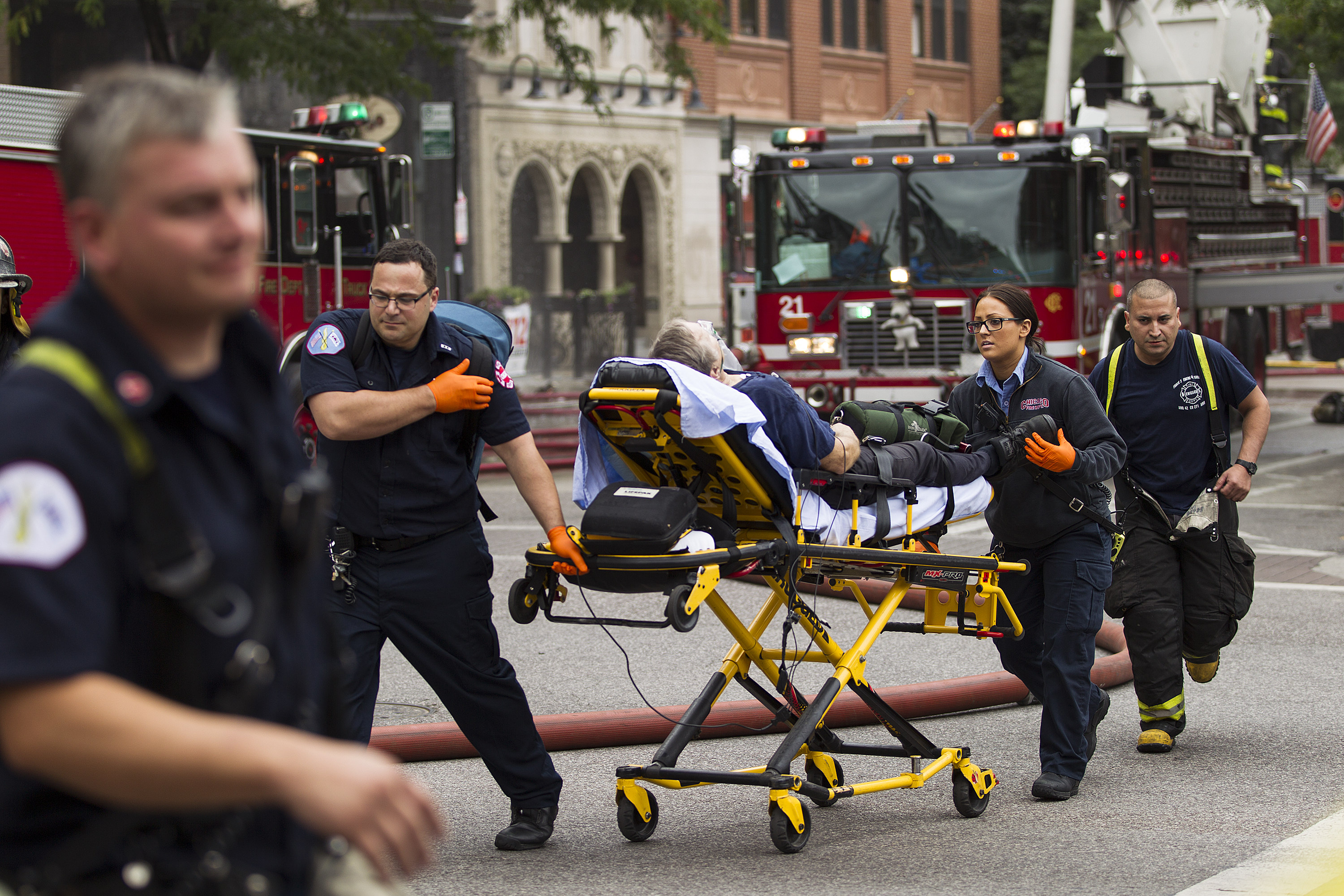
Paramédicos do Corpo de Bombeiros de Chicago transportando um paciente em uma maca.

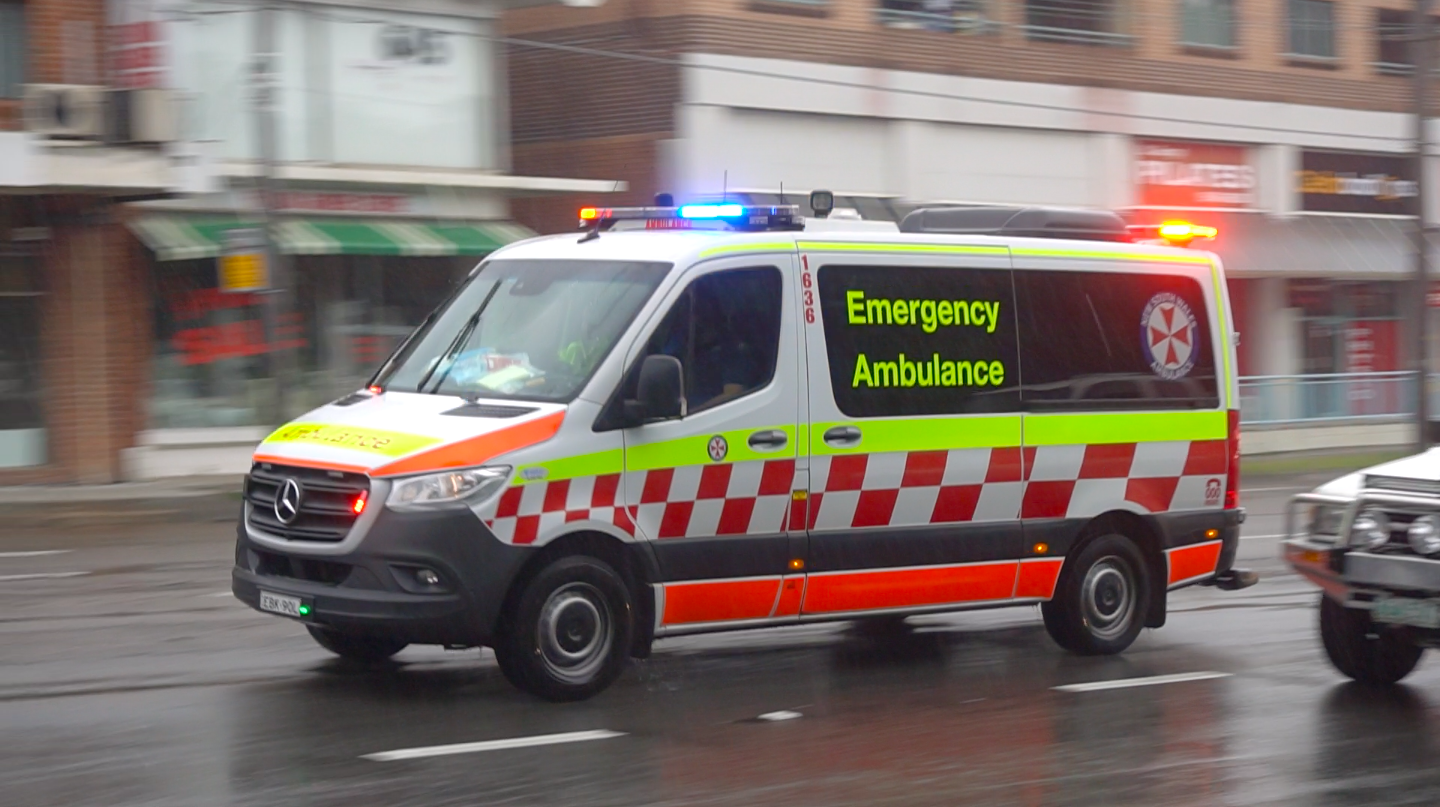
Uma unidade de serviços médicos de emergência da New South Wales Ambulance respondendo a uma chamada de serviço.

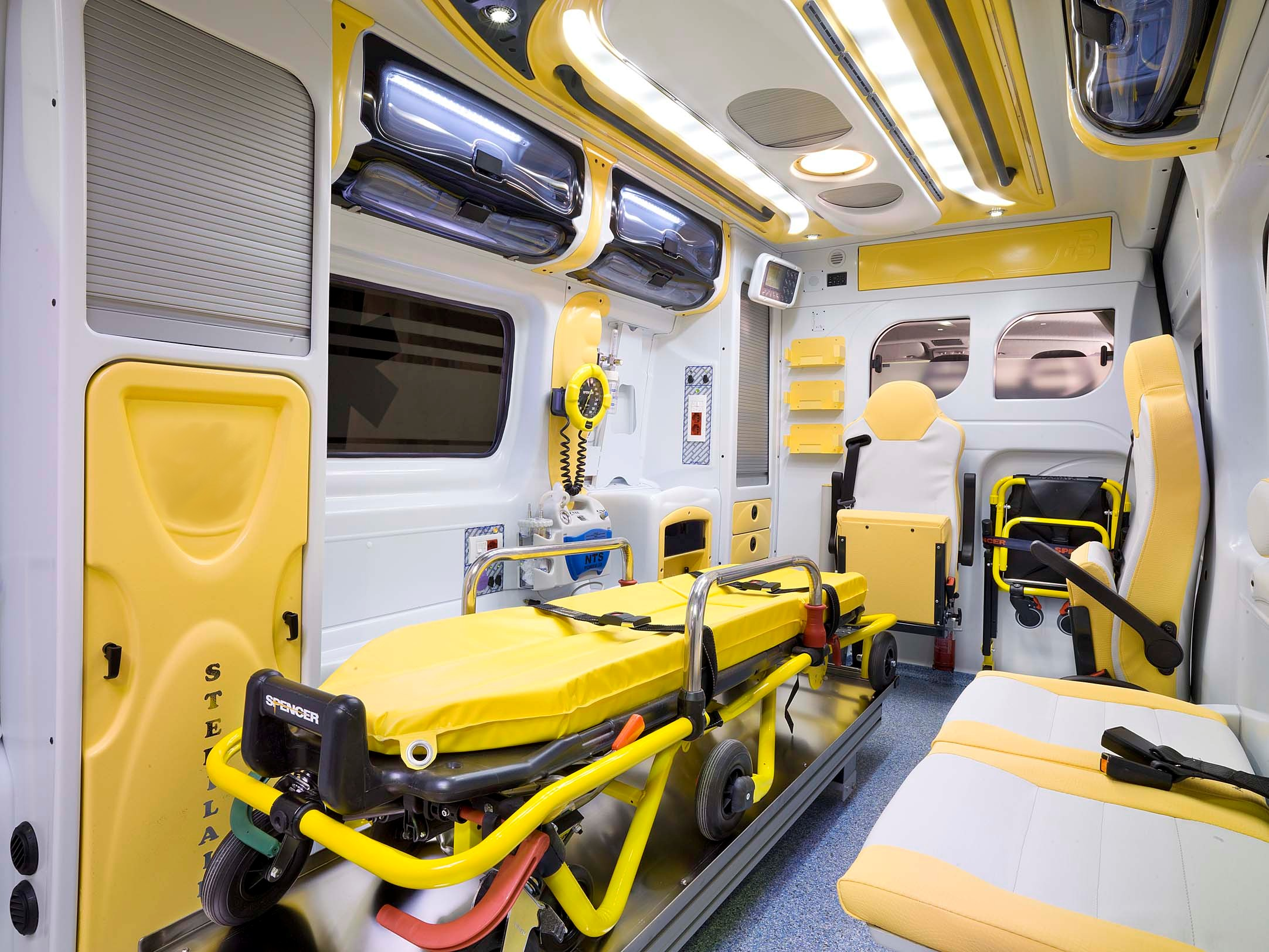
Vista típica do interior de uma ambulância italiana.

Serviços de emergência médica são um tipo de serviço de emergência que providencia assistência de emergência pré-hospitalar, tratamento a condições clínicas agudas ou súbitas, transporte para instalações permanentes, e qualquer outro transporte de pacientes ou vítimas com lesões ou condições que os impeçam de se transportar a si próprios. A função dos serviços de emergência médica é prestar tratamento a quem necessite de intervenção médica urgente, tendo por objectivo estabilizar o paciente e atingir um nível de cuidados minimamente satisfatório, de modo a poder transportar a vítima em segurança para a próxima etapa no processo, normalmente o departamento de emergência de um hospital.
O próprio conceito de assistência médica de emergência pode referir-se a uma multiplicidade de sistemas de cuidados, desde os que apenas disponibilizam o transporte em ambulâncias, até sistemas complexos e geridos em articulação com o hospital local, em que a assistência médica é prestada no local e durante o transporte. Nalguns países em desenvolvimento, o termo é pouco ou indevidamente usado, uma vez que o serviço existente não presta cuidados de saúde, mas apenas o transporte para as instalações de saúde. Na maior parte do mundo, a assistência médica de emergência é pedida através de um número de emergência, que coloca o público em contacto com a respectiva autoridade de saúde, que por sua vez tem como missão accionar os meios adequados para lidar com a situação.
Em determinados locais, os serviços médicos de emergência têm também como missão o transporte de pacientes entre instalações hospitalares, quando se tornem necessários cuidados hospitalares mais especializados, ou o transporte para clínicas, lares ou hospitais locais quando deixe de existir necessidade de cuidados especializados. Os serviços podem ainda providenciar operações de socorro técnico, como desencarcerações, socorro marítimo, e operações de busca.
O treino e o nível de certificação profissional entre os profissionais de emergência médica é bastante distinto de país para país, ou mesmo de região para região. Nalguns sistemas, pode estar presente apenas um condutor qualificado de ambulâncias sem qualquer treino médico, enquanto que outros sistemas dispõem de pessoal com formação de primeiros socorros e suporte básico de vida. Os sistemas de emergência mais avançados dispõem de pessoal com formação em suporte avançado de vida, incluindo paramédicos, enfermeiros ou ainda médicos.

### Sistemas de emergência médica no mundo
- Instituto Nacional de Emergência Médica (Portugal)
- Serviço de Atendimento Médico de Urgência (França)
- Serviço de Atendimento Móvel de Urgência (Brasil)